# Papa-moscas-do-marico
O Papa-moscas-do-marico (Bradornis mariquensis) é uma espécie de ave da família Muscicapidae.
Pode ser encontrada nos seguintes países: Angola, Botswana, Namíbia, África do Sul, Zâmbia e Zimbabwe.
Os seus habitats naturais são savanas áridas.